# Brachytarsina buxtoni
Brachytarsina buxtoni är en tvåvingeart som först beskrevs av Falcoz 1927.  Brachytarsina buxtoni ingår i släktet Brachytarsina och familjen lusflugor. Inga underarter finns listade i Catalogue of Life.